# VSA
Pour les articles homonymes, voir VSA (homonymie).
 (décembre 2017).
Si vous disposez d'ouvrages ou d'articles de référence ou si vous connaissez des sites web de qualité traitant du thème abordé ici, merci de compléter l'article en donnant les références utiles à sa vérifiabilité et en les liant à la section « Notes et références ».

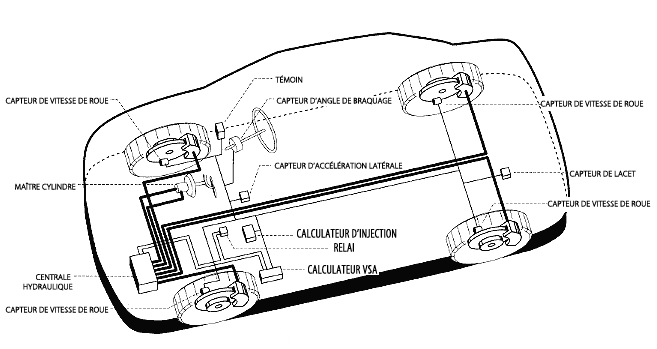
Configuration du système VSA

Le VSA est un système de sécurité active de type correcteur de trajectoire électronique équipant certains véhicules automobiles de la marque japonaise Honda. 

## Description
Il représente d'une manière générale l'équivalent des systèmes appelés ESP ou ESC chez les autres constructeurs. Le système VSA est une valeureuse aide à la conduite. Il détecte et corrige de façon transparente les phénomènes d'accélération latérale, la perte d'adhérence et sur certains modèles (les SUVs notamment) permet même de détecter et de récupérer le renversement imminent du véhicule.
Le système constitue une aide à la conduite et n'améliore aucunement les performances du véhicule. Il travaille à l'intérieur des limites physiques de ce dernier. Aussi il ne peut se substituer à une conduite prudente et responsable.

## Principe de fonctionnement
Le système fonctionne sur la plupart des modèles dès la mise en contact. Il peut toutefois être désactivé sur la plupart des modèles au moyen du bouton ad hoc dans la planche de bord. Il se désactive automatiquement en cas de détection d'une panne ou d'un dysfonctionnement d'un de ses composants, ou même lorsqu'un ou plusieurs pneus ont perdu de la pression. 

### Mode opératoire
Un système VSA surveille en permanence et plusieurs fois par seconde une série de capteurs (voir illustration) dont les principaux sont :
- Capteur de vitesse des roues (un capteur par roue)
- Capteur de lacet (mouvement de rotation du véhicule autour de son axe vertical)
- Capteur d'accélération latérale (mouvement transversal du véhicule)
- Capteur d'angle de la colonne de direction.

Il détermine à l'aide d'un algorithme si le véhicule est dynamiquement stable et s'il roule vers la direction souhaitée par le conducteur (calculée à partir de l'angle du volant). Dans le cas où une instabilité dynamique est imminente, par exemple l'apparition d'un couple de lacet trop important en entrée de virage (qui se traduit par un survirage), le système peut appliquer des pressions de freinage individuellement sur des roues déterminées par algorithme et même réduire la motricité du véhicule si la puissance développée à ce moment est jugée excessive.
Dans la plupart des cas, l'intervention du VSA est transparente pour le conducteur. Aussi, chaque intervention est signalée sur le combiné d'instruments par le clignotement du témoin VSA, afin de notifier au conducteur que les limites physiques du véhicules ont été approchées lors de conditions d'adhérence précaires ou une situation de conduite extrême.

### Exemples d'interventions types du VSA
Ci-après quelques cas types d'actions prises par le VSA. Cette liste est loin d'être exhaustive :
- Sous-virage : freinage de la roue intérieure arrière
- Survirage : freinage de la roue extérieure avant
- Freinage sur surface à adhérence différentielle (ex : le véhicule se trouvant à cheval sur la chaussée et le bord de chaussée) : Modulation du freinage des roues les plus adhérentes pour éliminer le moment résultant du différentiel d'adhérence
- Freinage en courbe (sans perte d'adhrence) : Modulation des pressions de freinage des roues extérieures pour maintenir la trajectoire courbe

Le lien suivant illustre certains concepts communs au VSA et système ESP : 
Page BOSCH sur l'ESP.

## Composition du système
À l'instar des autres correcteurs de trajectoire électronique, le VSA est construit par-dessus un système de freinage anti-blocage de roues (ABS) et un système de contrôle de traction dit aussi antipatinage car partageant avec ces derniers l'essentiel de ses organes (étriers de freins, circuit hydraulique et capteurs de vitesse des roues notamment). L'élément central du système est le calculateur de stabilité VSA.

### Composants partagés avec le système de freinage
Le VSA va même jusqu'à épauler le système de freinage en complétant la fonctionnalité ABS par un répartiteur de la puissance de freinage permettant d'écourter les distances de freinage et une assistance au freinage d'urgence.
Le VSA partage également outre les lignes du circuit de freinage et réservoir de fluide, le maitre cylindre, les capteurs de vitesse des roues et la pompe de mise en pression ABS. Ces composants viennent en support du fonctionnement du système VSA proprement dit.

### Composants propres au système VSA
Honda, comme la plupart des constructeurs européens (Mercedes, BMW, Fiat, etc.) utilise de la technologie Bosch (co-inventeur de l'ESP) pour les composants clés des équivalents du système VSA. Ces composants comportent sont :
- Le calculateur VSA
- Le capteur d'accélération latérale
- Le capteur de lacet
- Le capteur d'angle de la colonne de direction
- Pompe et vannes de modulation de freinage
- Relais vers le calculateur d'injection du véhicule.

Certains modèles Honda sont également équipés d'un capteur de roulis (rotation autour de l'axe de déplacement du véhicule) qui permet également de prévenir des situations de renversement du véhicule.

## Niveaux fonctionnels du VSA
Depuis son introduction à la fin des années 1990, le VSA n'a cessé de s'améliorer en intégrant davantage de fonctionnalités au fil du temps. À son lancement en juillet 1997, le VSA était destiné aux véhicules à deux roues avant motrices. Il fournissait déjà le niveau fonctionnel suivant :
- Détection et correction de lacet (virage sans accélération, ni freinage)
- Correction de la trajectoire lors de la prise de virage sous puissance (virage sous accélération)
- Aide à la mise en mouvement sur surfaces glissantes
- Contrôle de freinage en courbe.

Plus tard, certains modèles disposant de la traction intégrale mirent en rapport le VSA avec d'autres systèmes contribuant à la stabilité dynamique du véhicule comme le SH-AWD.
Aujourd'hui, le VSA peut également :
- Détecter une baisse de pression des pneumatiques,
- Effectuer un contrôle de descente,
- Launch Control (comme sur la Honda Civic Type-R),
- Régulateur dynamique de vitesse (fonction support),
- Fonctions de freinage prédictif (fonction support),

De plus en plus de fonctions pourraient également voir le jour prochainement et notamment le pré-tension du circuit de freinage qui permet la réduction du temps de freinage et le nettoyage et séchage du dispositif de freinage (disque et plaquettes) après souillure dans un flaque par exemple et bien d'autres encore.